# Кубок Греції з футболу 1957—1958
Кубок Греції 1957—58 — 16-й розіграш Кубка Греції.
Фінал відбувся 30 липня 1958 на стадіоні Георгіос Караїскакіс (Пірей). Зустрілися команди Олімпіакос та Докса Драма. Олімпіакос виграв з рахунком 5:1.

## Чвертьфінали
| Господарі    | Результат | Гості     |
| ------------ | --------- | --------- |
| Олімпіакос   | 2-1       | АЕК       |
| Докса Драма  | 3-1       | Фостірас  |
| Іракліс      | 2-0       | Панеяліос |
| Панатінаїкос | 2-0       | Аріс      |

## Півфінал
| Господарі   | Результат  | Гості        |
| ----------- | ---------- | ------------ |
| Олімпіакос  | 3-0        | Панатінаїкос |
| Іракліс     | 1-1 (д.р.) | Докса Драма  |
| Докса Драма | 1-0        | Іракліс      |

## Фінал
| 30.07.1958 |

| «Олімпіакос»                                            | 5:1 | «Докса Драма» |
| ------------------------------------------------------- | --- | ------------- |
| Gavezos 22' Bebis 43' Polychroniou 63', 87' Yfantis 89' |     | Nalbandis 52' |

| «Георгіос Караїскакіс», Пірей Арбітр: Савіч |